# Cnecomymar
Cnecomymar (лат.) — род хальцидоидных наездников из семейства Mymaridae.

## Распространение
Неарктика, Неотропика.

## Описание
Мелкие хальцидоидные наездники желтовато-коричневого цвета. Длина тела: 1,1—1,7 мм. Голени и бёдра задних ног несут прямые отстоящие волоски, которые как минимум в 4 раза длиннее ширины бёдер или голеней. Крылья с длинными краевыми щетинками. Усики очень длинные, больше, чем длина головы вместе грудью. Паразиты насекомых.

## Систематика
Небольшой род мимарид (Mymaridae). Среди 9 других неарктических родов группы Polynema (Acmopolynema, Caraphractus, Eustochus, Kalopolynema, Mymar, Neomymar, Palaeoneura, Polynema, Stephanodes), Cnecomymar наиболее сходен с одним из жёлтых видов Palaeoneura. Впервые был выделен в 1963 году, а его валидный статус подтверждён в ходе ревизии, проведённой в 2020 году канадским энтомологом Джоном Хубером (John T. Huber; Natural Resources Canada c/o Canadian National Collection of Insects, Оттава, Канада), Jennifer D. Read и российско-американским гименоптерологом Сергеем Владимировичем Тряпицыным (Entomology Research Museum, Department of Entomology, Калифорнийский университет в Риверсайде, Калифорния, США).
- Cnecomymar bimaculatus Ogloblin, 1963[4]
- Cnecomymar major Ogloblin, 1963
- Cnecomymar meridionalis Ogloblin, 1963
- Cnecomymar parvulus Ogloblin, 1963
- Cnecomymar pauperatus Ogloblin, 1963
- Cnecomymar terebrator Ogloblin, 1963
- Другие